# Maria von Maltzan
Maria Helene Françoise Izabel comtesse de Maltzan, baronne de Wartenberg et Penzlin (née le 25 mars 1909 près de Milicz, morte le 12 novembre 1997 à Berlin) est une biologiste, vétérinaire et résistante allemande au nazisme.

## Biographie

### Jeunesse et formation
Maria von Maltzan est née le 25 mars 1909 au château de Militsch. Elle est la plus jeune de sept enfants. Son père est Andreas von Maltzan et sa mère, Elisabeth von der Schulenburg.
Elle grandit près de la nature des douze domaines de son père. Elle a une relation cordiale avec son père alors qu'elle ne s'entend pas avec sa mère et son seul frère. Très tôt, elle se distingue par sa nature rebelle et non conventionnelle. Surtout l'injustice et la violence contre les plus faibles et les animaux l'émeuvent enfant, de la même manière que son père.
La jeune comtesse est envoyée à l'école à Militsch, puis dans un pensionnat à Warmbrunn puis poursuit sa scolarité au Kirstein-Lyzeum de Berlin. Contre la volonté de sa mère - le père meurt en 1921 - au lieu d'une école pour les filles bourgeoises, elle s'inscrit au lycée scientifique Elisabeth à Berlin-Kreuzberg et obtient en 1927 l'abitur. Elle commence ensuite des études (zoologie, botanique et anthropologie) à Breslau et, à partir de 1928 à Munich. Elle obtient un doctorat en ichtyologie auprès de Reinhard Demoll avec une thèse sur la biologie et la physiologie de la carpe commune[réf. nécessaire] à Berlin en 1933.
Elle dit avoir lu très tôt Mein Kampf qui l'a révoltée.
Comme elle ne trouve pas de poste de biologiste, elle travaille pour l'hebdomadaire catholique Weltguck.
En 1934, elle voyage en voiture avec un ami via la France et l'Espagne en Afrique : pendant un an à travers le Maroc, l'Algérie, le Sahara, la Libye, l'Egypte et le retour[réf. nécessaire].
De retour à Munich, elle s'installe - fumant la pipe et le cigare - dans les milieux bohèmes et travaille en tant que traductrice, journaliste indépendante et éditrice. Elle travaille aussi comme palefrenière et est embauchée comme doublure pour des scènes d'équitation à Bavaria Film. [réf. nécessaire]
En 1935, elle épouse l'acteur et humoriste Walter Hillbring qui interprète des chansons interdites de Kurt Tucholsky, s'installe à Berlin et travaille dans l'édition. Ils se séparent l'année suivante : Walter Hillbring retourne à Munich tandis que Maria von Maltzan reste à Berlin.

### La résistance
Par le biais du jésuite Friedrich Muckermann (de), elle entre en contact avec la résistance catholique. Elle fait passer clandestinement de la littérature antifasciste à la presse étrangère en la dissimulant dans des exemplaires de Weltguck, et participe à une campagne aidant les Juifs à nager à travers le lac de Constance vers la liberté en Suisse,.
Après la nuit de Cristal,du 9 au 10 novembre 1938, elle suit une formation de secouriste à la Croix-Rouge. Après le déclenchement de la Seconde Guerre mondiale en 1939, Maria von Maltzan est d'abord envoyée à la Poste, puis au service de recherche de la Croix-Rouge allemande. En 1940, elle commencé à étudier la médecine vétérinaire à Berlin, qu'elle achève en 1943 avec l'examen d'État. Elle travaille en cabinet et dans une association de protection des animaux.
À Berlin, Maria von Maltzan est en lien avec la Résistance. Elle participe aux réunions du Cercle Solf, un groupe de résistance nommé d'après Hanna Solf. La quasi-totalité de ses membres sont arrêtés par la Gestapo et condamnés à mort par le Volksgerichtshof. En 1937, Maria von Maltzan accueille d'abord un homme libéré d'un camp de concentration. À partir de 1942, elle cache son amant, l'éditeur Hans Hirschel, d'origine juive, dont elle est enceinte. Elle est dénoncée à la Gestapo en 1943  et son appartement fouillé pendant des heures sans que Hans Hirschel, caché dans un canapé ne soit découvert. Leur enfant, né prématurément, décède peu de temps après sa naissance, lorsque l'alimentation électrique de sa couveuse est coupée lors d'un bombardement sur Berlin. De nombreuses personnes trouvent refuge dans son appartement de Berlin-Wilmersdorf, surtout des juifs mais aussi, par exemple, deux déserteurs de la Wehrmacht et deux jeunes filles ukrainiennes échappées d'un camp de travail, Grâce à son travail dans un refuge pour animaux, elle parvient à se procurer de la nourriture et des médicaments pour les personnes cachées.
Maria von Maltzan aide les persécutés nazis à s'échapper, avec de faux passeports et les conduit à travers les égouts de Berlin.[réf. nécessaire]
En outre, elle prend part à l'« Aktion Schwedenmöbel », organisée par l'Église de Suède (Victoriakirche à Wilmersdorf), au cours de laquelle des juifs et d'autres personnes persécutées sont cachés dans des caisses de meubles que les citoyens suédois sont autorisés à emporter dans leur déménagement et ainsi sortir du pays,.
On estime que Maria von Maltzan a aidé de diverses manières à sauver environ 60 personnes persécutées politiquement ou racialement.
Dans son action de résistance au national-socialisme, elle n'est pas liée à une idéologie politique spécifique. Ses contacts vont des communistes au cercle de Kreisau. D'un autre côté, son frère est nazi.[réf. nécessaire]
Pendant les derniers mois de la guerre, Maria von Maltzan aide les réfugiés et les déserteurs et organise une soupe populaire pour les travailleurs forcés dans l'arrière-cour de sa maison au 11 Detmolder Straße qui est détruite.

### L'après-guerre
Après la guerre, elle travaille en tant que vétérinaire dans son cabinet d'abord dans la zone soviétique qui devient britannique. Elle ne peut revenir à Militsch : son frère est mort, la propriété est en grande partie perdue et la famille divisée. En 1945, Milicz est placé sous administration polonaise[réf. nécessaire].
En 1947, Maria von Maltzan épouse Hans Hirschel, ils divorcent en 1949 puis se marient à nouveau en 1972. Elle souffre de gros problèmes de santé, notamment de la vésicule biliaire, devient dépendante aux médicaments. Elle est internée d'office dans un hôpital psychiatrique plusieurs reprises et perd le droit d'exercer. Après avoir retrouvé son permis de vétérinaire, elle voyage comme vétérinaire avec un cirque et travaille dans des cliniques en Allemagne et en Suisse.
Alors qu'elle a déjà la soixantaine, elle ouvre sa propre clinique à Berlin-Kreuzberg, où soigne gratuitement les animaux de compagnie des punks. Elle fait campagne pour les personnes socialement exclues et les personnes issues de l'immigration dans son quartier et entre souvent en conflit avec les autorités.
Maria von Maltzan publie ses mémoires en 1986. En 1987, elle est honorée du titre de Juste parmi les nations.
Maria von Maltzan meurt le 12 novembre 1997. Elle est inhumée dans le cimetère Heerstraße à Berlin-Westend. Sa tome est, depuis 2021, une tombe d'honneur de l'État de Berlin.

## Postérité
Le film Caché du réalisateur Michael Haneke sorti en 2005 s'inspire de l'histoire d'amour de Maria von Maltzan, Jacqueline Bisset incarne la comtesse. Dans Rosenstrasse de Margarethe von Trotta en 2003, elle est représentée par le personnage de Lena Fischer.
En 1989, elle est décorée de l'Ordre du mérite du Land de Berlin (de).
En 1999, une plaque est posée au 11 Detmolder Straße à Berlin. En 2008, la caserne de l'École pour chiens de service de la Bundeswehr prend le nom de Gräfin-von-Maltzan-Kaserne dans le cadre des célébrations de son 50e anniversaire.

## Publications
- (de) Schlage die Trommel und fürchte dich nicht, Munich, Ullstein, 2009 (1re éd. 1986) (ISBN 978-3-548-60877-8)
- (de) Das neue Katzenbuch: Aufzucht und Pflege der Hauskatze, Falken Verlag, 1952